# The End of the F***ing World
 (septembre 2019).
Si vous disposez d'ouvrages ou d'articles de référence ou si vous connaissez des sites web de qualité traitant du thème abordé ici, merci de compléter l'article en donnant les références utiles à sa vérifiabilité et en les liant à la section « Notes et références ».
Pour le roman graphique dont la série est adaptée, voir The End of the Fucking World.
The End of the F***ing World est une série télévisée britannique créée par Charlie Covell en 16 épisodes de 25 minutes et diffusée à partir du 24 octobre 2017 sur Channel 4 puis à partir du  5 janvier 2018 sur Netflix. Il s’agit de l’adaptation du roman graphique éponyme de Charles Forsman (2013). La seconde et dernière saison sort le 5 novembre 2019 sur Netflix.

## Synopsis
James, âgé de dix-sept ans et vivant seul avec son père veuf, se présente comme un psychopathe. Il tue régulièrement des animaux comme passe-temps, mais à force, cette cruauté envers les animaux l'ennuie, il décide donc d'essayer avec un humain. Il choisit Alyssa, une camarade de lycée désabusée qui a ses propres problèmes, notamment une mère un peu paumée et un beau-père aux mains baladeuses. Pour satisfaire son envie d'aventure et fuir son quotidien, elle lui propose de fuguer ensemble. James accepte, voyant là un moyen de la tuer. Se lançant dans un road trip avec sa présumée proie, James commence à avoir des sentiments amoureux pour Alyssa, ce qui va venir perturber leur relation.

## Fiche technique
- Titre original et francophone : The End of the F***ing World
- Création : Charlie Covell
- Réalisation : Jonathan Entwistle, Lucy Tcherniak
- Scénario : Charlie Covell
- Directeur de casting : Kharmel Cochrane
- Costumes : Emma Rees
- Montage : Mike Jones (III)
- Musique : Graham Coxon
- Production : Kate Ogborn
- Société de production : Clerkenwell Films et Dominic Buchanan Productions
- Société de distribution : Channel 4 ; Netflix
- Pays d'origine :  Royaume-Uni
- Langue originale : anglais
- Format : couleur
- Genre : humour noir, comédie dramatique
- Durée : 25 minutes

## Distribution

### Acteurs principaux
- Alex Lawther (VF : Benjamin Bollen) : James
- Jessica Barden (VF : Fanny Bloc) : Alyssa
- Naomi Ackie (VF : Déborah Claude) : Bonnie (saison 2)

### Acteurs récurrents
- Gemma Whelan (VF : Chantal Baroin) : Eunice, policière
- Wunmi Mosaku (VF : Fily Keita) : Teri, policière
- Steve Oram (VF : Fabien Jacquelin): Phil, le père de James
- Christine Bottomley (VF : Gaëlle Savary) : Gwen, la mère d'Alyssa
- Navin Chowdhry (VF : Jérémy Bardeau) : Tony, le beau-père d'Alyssa
- Barry Ward (VF : Bruno Choël) : Leslie, le père d'Alyssa
- Alex Sawyer (VF : Eilias Changuel) : Topher
- Jonathan Aris (VF : Emmanuel Karsen) : Clive

Version française
- Société de doublage : Cinéphase
- Adaptation : Margaux Didier, Frédéric Alameunière
- Direction artistique : Julie Elmaleh

## Épisodes

### Première saison (2017)
Les épisodes, sans titre, sont numérotés de un à huit. Ils durent environ vingt-et-une minutes chacun.

### Deuxième saison (2019)
La deuxième et dernière saison est disponible à partir du 5 novembre 2019 sur Netflix. La série revient sur les événements de la première saison avec la séparation de James et Alyssa, mais également avec l'introduction de Bonnie. Elle marque également l'arrêt de la série car la fin est jugée suffisante selon la réalisatrice.